# Río San Pedro de Inacaliri
El río San Pedro de Inacaliri, o simplemente San Pedro es un curso natural de agua del norte de Chile que recorre parte de la zona andina de la Región de Antofagasta hasta desembocar en el río Loa.

## Trayecto
Nace en la alta cordillera andina, en la aguada de Inacalíri, al oriente del Cerro León. En su inicio recibe por su derecha afluentes desde los cerros fronterizos, el más importante de ellos es el río Silala (a veces llamado Siloli), más abajo le tributa el río Cajón y aguas abajo recibe primero desde el sur las aguas de la quebrada Cabana y luego desde el norte del río Colana.: 8 
En su curso medio, sus aguas se sumen en las llamadas Vegas de Inacaliri, quedando su lecho seco por más de 15 km, hasta llegar a los Ojos de San Pedro, donde surgen nuevamente a la superficie y forman una laguna de aproximadamnete 1 km² en un salar de 5 km².: 8 
El río recorre los faldeos del volcán San Pedro, excavando los mantos de lava riolítica y formando un cañón de 100 metros de profundidad antes de depositar sus aguas en el río Loa, el principal cauce del Norte Grande chileno.
La parte superior de la cuenca, llamada Pampa Peineta, a una altitud de 4200 m s. n. m., no tiene escurrimientos superficiales permanentes, pero si subterráneo.: 8 

## Caudal y régimen
La cuenca del San Pedro recibe lluvias de entre 75 y 250 mm por año, que es la fuente de su caudal, haciendo del río un curso de agua de régimen pluvial.: 8 
|  |  |

El caudal del río (en un lugar fijo) varía en el tiempo, por lo que existen varias formas de representarlo. Una de ellas son las curvas de variación estacional que, tras largos periodos de mediciones, predicen estadísticamente el caudal mínimo que lleva el río con una probabilidad dada, llamada probabilidad de excedencia. La curva de color rojo ocre (con {\displaystyle {\color {Red}\vartriangle }}) muestra los caudales mensuales con probabilidad de excedencia de un 50%. Esto quiere decir que ese mes se han medido igual cantidad de caudales mayores que caudales menores a esa cantidad. Eso es la mediana (estadística), que se denota Qe, de la serie de caudales de ese mes. La media (estadística) es el promedio matemático de los caudales de ese mes y se denota {\displaystyle {\overline {Q}}}. 
Una vez calculados para cada mes, ambos valores son calculados para todo el año y pueden ser leídos en la columna vertical al lado derecho del diagrama. El significado de la probabilidad de excedencia del 5% es que, estadísticamente, el caudal es mayor solo una vez cada 20 años, el de 10% una vez cada 10 años, el de 20% una vez cada 5 años, el de 85% quince veces cada 16 años y la de 95% diecisiete veces cada 18 años. Dicho de otra forma, el 5% es el caudal de años extremadamente lluviosos, el 95% es el caudal de años extremadamente secos. De la estación de las crecidas puede deducirse si el caudal depende de las lluvias (mayo-julio) o del derretimiento de las nieves (septiembre-enero).

## Historia
En 1899, el río es descrito en el Diccionario Geográfico de la República de Chile de Francisco Solano Asta-Buruaga y Cienfuegos:
San Pedro del Loa (Río de).-—Corriente de agua de poco caudal del departamento de Antofagasta. Tiene origen en los cerros de Silaguala en los Andes, ó cerca de Incalirí cuyo nombre también toma, y se dirige al O. á reunirse con el brazo principal del Loa que nace del volcán Miño, efectuando la confluencia á corto trecho al S. de Santa Bárbara á una altitud de 2,970 metros. Tiene un curso de unos 60 kilómetros algo rápido y estrechado por márgenes altas y escabrosas. Se le da el nombre por el primero de los dos cerros volcánicos, San Pedro y San Pablo, que dominan su ribera norte.
Uno de los afluentes del río es el río Silala cuyo curso de agua dio origen a la controversia sobre las aguas del Silala entre Bolivia y Chile.
Luis Risopatrón describe en su Diccionario Jeográfico de Chile de 1924 varios accidentes geográficos relacionados:: 423 
Inacaliri (Cerro) 21° 59' 68° 06'. Se levanta a 5 620 m de altitud, en la línea de límites con Bolivia, a corta distancia al SE de los cerros de Colana. 116, p. 103; 134; i 156; de Inacaliri o del Cajón en 116, p. 104 i 349; i del Cajón en 1, X, p. 62; i 63, p. 105.
Inacaliri (Ojos de agua de) 22° 05' 68° 05'. Con 25° C de temperatura, revientan a 4 067 m de altitud, en los oríjenes del rio del mismo nombre; en sus alrededores hai bastante leña de tola i de llampana. 2, 31, p. 166; i 116, p. 162 i 387.
Inacaliri (Rio) 22° 02' 68° 09'. Es formado por los ojos de agua del mismo nombre, corre hácia el NW, recibe el rio Silala i continúa al W en un cauce de unos pocos centímetros de ancho; se escurre en muchas ocasiones por debajo de las matas de coirón que adornan sus riberas, baña las vegas de aquella denominación i sus aguas se infiltran antes de llegar a la boca del cajón de Colana. 1, X, p. 62; 116, p. 118; 134; i 156.
Inacaliri (Vegas de) 22° 01' 68° 10'. De no menos de 100 hectáreas de superficie, se encuentran a unos 3 900 m de altitud, en ambas márjenes del rio del mismo nombre, hácia el E de la boca del cajón de Colana; jeneralmente se hallan taladas por los centenares de ovejas i llamas que pacen en ella. En el lado S brotan vertientes de aguas dulces i potables i se han construido casas para los pastores de los rebaños. En el mes de enero se ha observado—9,3° C de temperatura mínima bajo abrigo i 6,4 m por segundo para la velocidad máxima del viento. 1, X, carta de Bertrand (1884); 97, mapa de Valdes (1886); 116, p. 84, 110, 160, 179 i 188; i caserío en 155, p. 331; i ciénago de Illacabiri en 132.

## Población, economía y ecología
Parte de su cauce (cerca de 50 a 60 l/s) es captado y conducido a Chuquicamata para su consumo doméstico.: 126 